# Teppei
Teppei (in hiragana: てっぺい) è un nome proprio di persona giapponese maschile.

## Origine e diffusione
È composto da un primo kanji (てっ, tetsu) che può essere 鉄 ("ferro" e "solido", "fermo", "irremovibile") oppure 徹 ("penetrare", "pervadere"), combinato con un secondo kanji, 平 (へい, hei, "pacifico").

## Onomastico
Il nome è adespota, non essendo portato da alcun santo, quindi l'onomastico ricade il 1º novembre, giorno di Ognissanti.

## Persone
- Teppei Koike, cantante e attore giapponese

## Il nome nelle arti
- Teppei è un personaggio della serie anime Digimon Frontier.
- Teppei Arima è un personaggio della visual novel Princess Lover!.
- Teppei Houjou è un personaggio della serie Higurashi no naku koro ni.
- Teppei Katagiri è un personaggio della serie televisiva Love Generation.
- Teppei Takamiya è un personaggio della serie manga e anime B't X Cavalieri alati.
- Teppei Uesugi è un personaggio della serie anime Io sono Teppei.
- Teppei Kisugi è un personaggio del manga e anime Captain Tsubasa.